# La Revue des sports
La Revue des sports est une publication hebdomadaire, sous-titrée « organe de tous les sports français et étrangers », qui est parue à Paris de 1876 à 1893.

## Historique
Le premier numéro paraît le 29 avril 1876 et ensuite tous les samedis pour un prix de 25 centimes. Imprimée sur quatre pages au format journal sans illustration, la dernière page était consacrée à des publicités. Elle est fondée par Adrien Fleuret. Dans ses dernières années, la revue paraît les mercredis et samedis et le nombre de pages augmente.

## Description et ligne éditoriale

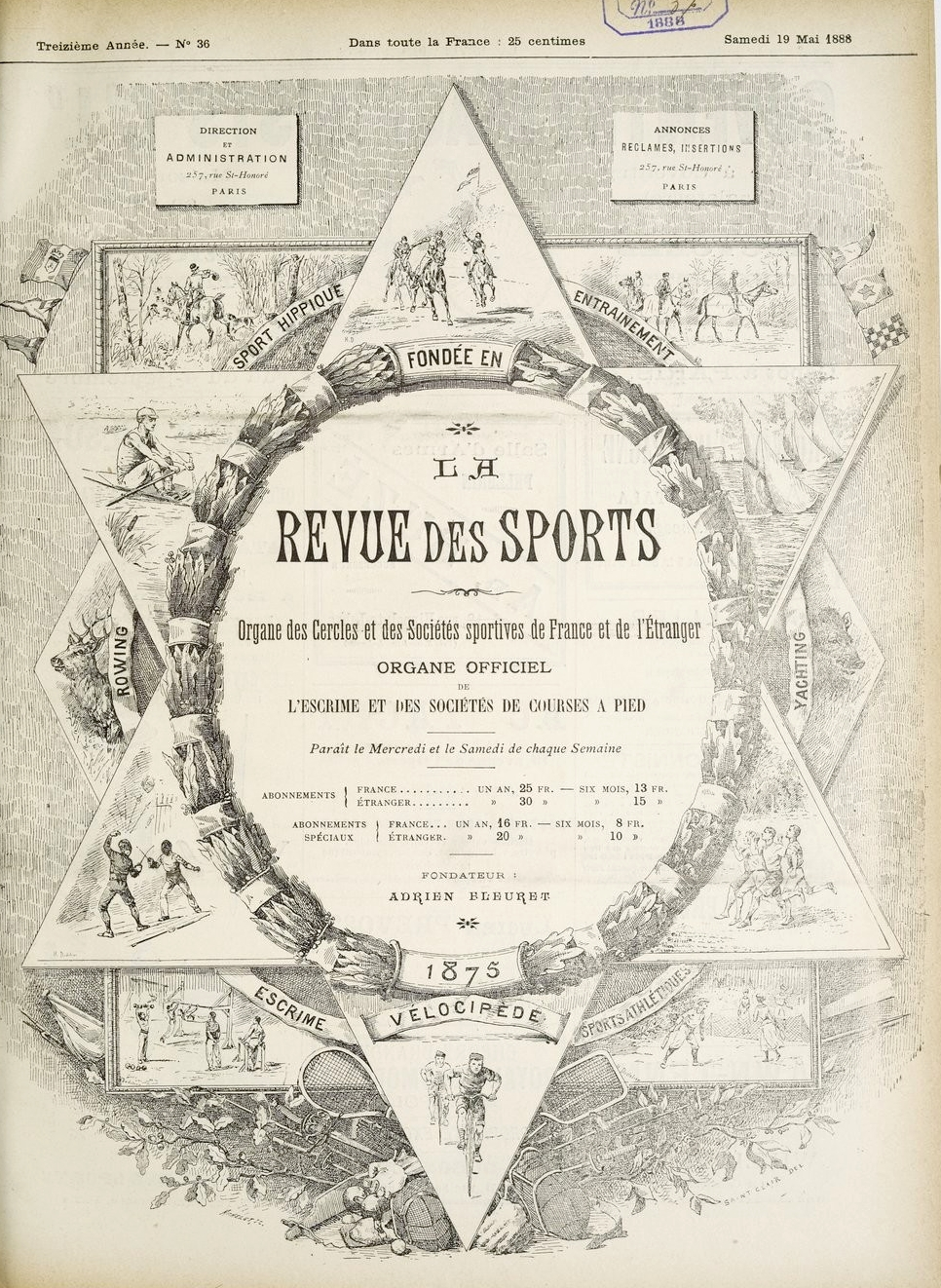
Le numéro du 19 mai 1888, nouvelle formule.

Sur trois colonnes, le journal expose en de courts articles de nombreux sports, comme annoncé dans son en-tête : tirs, escrime, courses et équitation, navigation de plaisance, gymnastique, course à pied, vélocipède, chasse, tir aux pigeons, skating, polo, cricket, paume, pêche, natation, billard, course de lévriers., annonces d'évènements ou comptes-rendus et résultats. Le nom du rédacteur en chef Eugène Paz apparaît le 14 janvier 1877. À la même date disparaît tir aux pigeons et polo et apparaît sports nautiques ainsi que jeux de force et d'adresse. Le 18 janvier 1879, il est remplacé par Frédéric Pagnioud. La revue reste peu changée dans sa présentation jusqu'au 19 mai 1888 où sa première page évolue, le contenu s'oriente de plus en plus sur les courses hippiques et des articles culturels apparaissent. Au même moment des illustrations gravées puis plus tard photographiques sont utilisées. La revue cesse brusquement de paraître en janvier 1893.